# Лангеналтхајм
Лангеналтхајм (њем. Langenaltheim) општина је у њемачкој савезној држави Баварска. Једно је од 27 општинских средишта округа Вајсенбург-Гунценхаузен. Према процјени из 2010. у општини је живјело 2.345 становника. Посједује регионалну шифру (AGS) 9577148.

## Географски и демографски подаци
Лангеналтхајм се налази у савезној држави Баварска у округу Вајсенбург-Гунценхаузен. Општина се налази на надморској висини од 555 метара. Површина општине износи 39,1 km². У самом мјесту је, према процјени из 2010. године, живјело 2.345 становника. Просјечна густина становништва износи 60 становника/km².